# William Carstares
William Carstares, född 11 februari 1649 och död 28 december 1715, var en skotsk presbyteriansk präst.
Som landsflyktig i Holland blev Carstares nära förbunden med Vilhelm av Oranien, och sedan denne blivit kung i England, rådgivare angående de kyrkliga frågorna i Skottland. Här lyckades Carstares få den presbyterianska kyrkan återställd som nationalkyrka med vidsträckt självständighet gentemot staten, och då Skottland 1707 förenades med England, fick kyrkan en särskild garanti, att dess presbyterianska författning ej fick kränkas. Carstares var personligen tolerant mot episkopalerna, men efter hans död blev de hårt trängda av presbyterianerna.